# Audra Mae
Audra Mae (* 20. Februar 1984 in Oklahoma City, Oklahoma) ist eine US-amerikanische Singer-Songwriterin. Die Großnichte von Judy Garland erlangte in Deutschland Bekanntheit durch Kompositionen für Lena Meyer-Landrut sowie durch Zusammenarbeit mit dem schwedischen DJ Avicii.

## Karriere
Erste Aufmerksamkeit als Sängerin erhielt Mae 2009 für ihr Cover des Bob-Dylan-Songs Forever Young, das im Soundtrack der Fernsehsendung Sons of Anarchy enthalten war. Ihr Debütalbum The Happiest Lamb erschien 2010. Vorher war Mae bereits als Songwriterin mit einer Komposition für Susan Boyles erfolgreiche erste Platte in Erscheinung getreten (Who I Was Born to Be, 2009).
Das Mitglied von The Upright Cabaret war 2011 mit Good News und A Good Day als Komponistin an zwei Titel für das Album Good News von Lena Meyer-Landrut beteiligt. Beide Lieder gehörten zu den vorgetragenen Liedern beim deutschen Vorentscheid zum Eurovision Song Contest 2011, Unser Song für Deutschland.
Für das 2013 erschienene Debüt-Album True des schwedischen DJs Avicii steuerte sie bei drei Titeln den Gesang bei: Long Road to Hell, Shame on Me und Addicted to You. Addicted to You konnte durch starke Downloads in mehreren Ländern die Charts erreichen. Ebenfalls war sie als Autorin verschiedener Titel des Albums aktiv.
Ebenfalls 2013 wirkte Mae als Co-Songwriterin des Liedes Somebody loves Somebody auf dem Album Loved me back to life von Céline Dion mit.
Am 6. Mai 2015 veröffentlichte Avicii den Song Feeling Good, ein Cover des gleichnamigen Jazz-Klassikers von Nina Simone. Erneut steuerte Audra Mae ohne namentliche Erwähnung den Gesang bei.
Maes Interpretation von One Silver Dollar aus dem US-amerikanischen Western Fluß ohne Wiederkehr, im Original gesungen von Marilyn Monroe, ist Bestandteil des Soundtracks des Dokumentarfilms Kokolampy von Hajo Schomerus, der 2016 im Deutschen Wettbewerb der DOK Leipzig lief.
Mae lebt in Oklahoma City.

## Diskografie

### Alben
- 2009: Haunt
- 2010: The Happiest Lamb
- 2012: Audra Mae and the Almighty Sound

### Singles und Gastbeiträge
- 2009: Forever Young (feat. Forest Rangers)
- 2013: Long Road to Hell (mit Avicii)
- 2013: Addicted to You (mit Avicii)
- 2013: Shame on Me (mit Avicii & Sterling Fox)
- 2015: Feeling Good (mit Avicii)

## Tourneen
- 2009: mit Chuck Ragan
- 2009: mit Kevin Seconds
- 2009: mit Frank Turner
- 2009: mit Jim Ward
- 2010: mit Good Old War
- 2010: mit Stephen Kellogg
- 2011: mit Nick 13
- 2011: mit Lucero
- 2012: mit Matt Nathanson
- 2012: mit All American Rejects
- 2012: mit Cory Branan